# Alliance franco-polonaise (1524)
Pour les articles homonymes, voir Alliance franco-polonaise.
Une alliance franco-polonaise fut conclue en 1524 entre le roi de France François Ier et le roi de Pologne Sigismond Ier.
François Ier était à la recherche d'alliés en Europe centrale pour équilibrer la puissance de l'empereur Habsbourg, Charles Quint. La reine Bona Sforza, l'épouse italienne de Sigismond, joua un rôle dans la promotion de l'alliance avec l'objectif de récupérer la souveraineté de Milan. Sigismond lui-même était motivé par une telle alliance puisque Charles Quint se rapprochait de la Russie et menaçait ainsi la Pologne sur deux fronts.
Les négociations ont été menées par Antoine de Rincon en 1524, puis par Jérôme Laski. Grâce à cet accord, le fils de François, Henri, duc d'Orléans, devait épouser une fille de Sigismond Ier, et le fils aîné de Sigismond devait épouser une fille de François Ier. Selon le même accord, Sigismond devait soutenir les efforts de François pour la reconquête de Milan pour laquelle il avait des droits de par son mariage avec Bona Sforza. L'alliance a été effectivement signé en 1524.
L'accord fut rompu après que François Ier a été vaincu par Charles Quint à la bataille de Pavie en 1525. Lorsque François cherchera de nouveau des alliés en Europe centrale après 1526, il regardera vers la Hongrie et formera l'alliance franco-hongroise avec le roi Jean Ier de Hongrie en 1528.